# الجزر البلاجية
الجُزُر البِلاَجِيَّة (بالإيطالية: Isole Pelagie)‏ جزر إيطالية تقع جنوب جزيرة صقلية وشرق السواحل التونسية، وهي:
- جزيرة لنبذوشة.[1][2][3]
- جزيرة نموشة.
- جزيرة الكتاب.